# Maroko na Letnich Igrzyskach Olimpijskich 2004
Maroko na Letnich Igrzyskach Olimpijskich 2004 reprezentowało 55 zawodników : 47 mężczyzn i 8 kobiet. Reprezentanci Maroko zdobyli 3 medale wszystkie w lekkiej altetyce.

## Zdobyte medale
| Medal  | Zawodnik           | Dyscyplina    | Konkurencja             | Rezultat |
| ------ | ------------------ | ------------- | ----------------------- | -------- |
| Złoto  | Hicham El Guerrouj | Lekkoatletyka | Bieg na 1500 m mężczyzn | 3:34,18  |
| Złoto  | Hicham El Guerrouj | Lekkoatletyka | Bieg na 5000 m mężczyzn | 13:14,39 |
| Srebro | Hasna Benhassi     | Lekkoatletyka | Bieg na 800 m kobiet    | 1:56,43  |

## Skład kadry

### Boks
Mężczyźni
- Redouane Bouchtouk – waga papierowa – 17. miejsce,
- Hicham Mesbahi – waga musza – 9. miejsce,
- Hamid Ait Bighrade – waga kogucia – 17. miejsce,
- Tahar Tamsamani – waga lekka – 17. miejsce,
- Hicham Nafil – waga lekkopółśrednia – 9. miejsce,
- Miloud Ait Hammi – waga półśrednia – 17. miejsce,
- Rachid El-Haddak – waga ciężka – 9. miejsce

### Judo
Mężczyźni
- Younes Ahamdi – kategoria do 60 kg – odpadł w eliminacjach,
- Adil Bel Gaid – kategoria do 81 kg – odpadł w eliminacjach

### Lekkoatletyka
Mężczyźni
- Mouhssin Chehibi – bieg na 800 m – 4. miejsce,
- Amine Laâlou – bieg na 800 m – odpadł w eliminacjach,
- Hicham El Guerrouj – bieg na 1500 m (1. miejsce), bieg na 5000 m (1. miejsce),
- Adil Kaouch – bieg na 1500 m – 9. miejsce,
- Youssef Baba – bieg na 1500 m – odpadł w eliminacjach,
- Hicham Bellani – bieg na 5000 m – 9. miejsce,
- Abderrahim Goumri – bieg na 5000 m – 13. miejsce,
- Mohamed Amyn – bieg na 10 000 m – 18. miejsce,
- Dżawad Gharib – maraton – 11. miejsce,
- Rachid El-Ghanmouni – maraton – nie ukończył biegu,
- Khalid El-Boumlili – maraton – nie ukończył biegu,
- Ali Ezzine – bieg na 3000 m z przeszkodami – 8. miejsce,
- Zouhair El-Ouardi – bieg na 3000 m z przeszkodami – odpadł w eliminacjach,
- Abdelatif Chemlal – bieg na 3000 m z przeszkodami – odpadł w eliminacjach,
- Tarik Bougtaïb – skok w dal – 24. miejsce,
- Yahya Berrabah – skok w dal – 30. miejsce

Kobiety
- Hasna Benhassi – bieg na 800 m (2. miejsce), bieg na 1500 m (12. miejsce),
- Seltana Aït Hammou – bieg na 800 m – odpadła w eliminacjach,
- Mina Aït Hammou – bieg na 800 m – odpadła w eliminacach,
- Hafida Izem – maraton – 27. miejsce,
- Kenza Wahbi – maraton – 30. miejsce,
- Nezha Bidouane – bieg na 400 m przez płotki – odpadła w eliminacjach

### Piłka nożna
Mężczyźni
- Nadir Lamyaghri, Moncef Zerka, Jamal Alioui, Badr El-Kaddouri, Oussama Souaidy, Amine Erbati, Otmane El-Assas, Farid Talhaoui, Bouabid Bouden, Mehdi Taouil, Bouchaib El-Moubarki, Salaheddine Aqqal, Merouane Zemmama, Yazid Kaissi, Azzeddine Ourahou, Tajeddine Sami – 10. miejsce

### Pływanie
Mężczyźni
- Adil Bellaz – 200 m stylem dowolnym – 53. miejsce

### Podnoszenie ciężarów
Mężczyźni
- Yacine Zouaki – kategoria do 62 kg – 15. miejsce

### Szermierka
Mężczyźni
- Aissam Rami – szpada indywidualnie – 36. miejsce

### Taekwondo
Mężczyźni
- Abdelkader Zrouri – waga powyżej 80 kg – 5. miejsce

Kobiety
- Mouna Ben Abderassoul – waga do 67 kg – 9. miejsce,
- Mounia Bourguigue – waga powyżej 67 kg – 11. miejsce

### Tenis ziemny
Mężczyźni
- Younès El-Aynaoui – gra pojedyncza – 33. miejsce,
- Hiszam Arazi – gra pojedyncza – 33. miejsce